# Numa Charlier
Pour les articles homonymes, voir Numa et Charlier.
Numa Charlier, né le 17 juin 1893 à Schaerbeek et mort le 16 mai 1940 à Boncelles (Seraing), est un officier belge durant la Première Guerre mondiale et durant la Seconde Guerre mondiale. Il est le dernier commandant du Fort de Boncelles.
Numa Charlier est volontaire de guerre en 1914. Durant cette guerre il est nommé sous-lieutenant d'artillerie. Après la Première Guerre mondiale, il reste à l'armée et suit des cours à l'École royale militaire. En 1928 il y obtient son diplôme d'ingénieur. En 1929, il obtient le grade de capitaine et prend le commandement du Fort de Boncelles. En 1935, il est promu commandant. Par après il refuse une nouvelle promotion pour pouvoir rester commandant du Fort de Boncelles.
Durant la Seconde Guerre mondiale, dès le 13 mai 1940, le fort de Boncelles est bombardé par la 251e division d'infanterie allemande et ensuite par les stukas de l'aviation allemande.
Le commandant Numa Charlier reste en poste avec cinq officiers, deux candidats sous-lieutenant de réserve, trois médecins, l'aumônier et environ 170 hommes.
Le 15 mai après une réunion avec ses officiers, et face aux dégâts considérables occasionnés au fort qui ne possède plus de moyens de défense, le commandant Charlier décide de ne pas se rendre et de rester encore au fort avec 25 volontaires. Numa Charlier fait détruire les documents confidentiels tels que les cartes, les codes et le cryptographe du fort. Il ne garde que le journal de campagne du fort, qui sera récupéré par les Allemands.

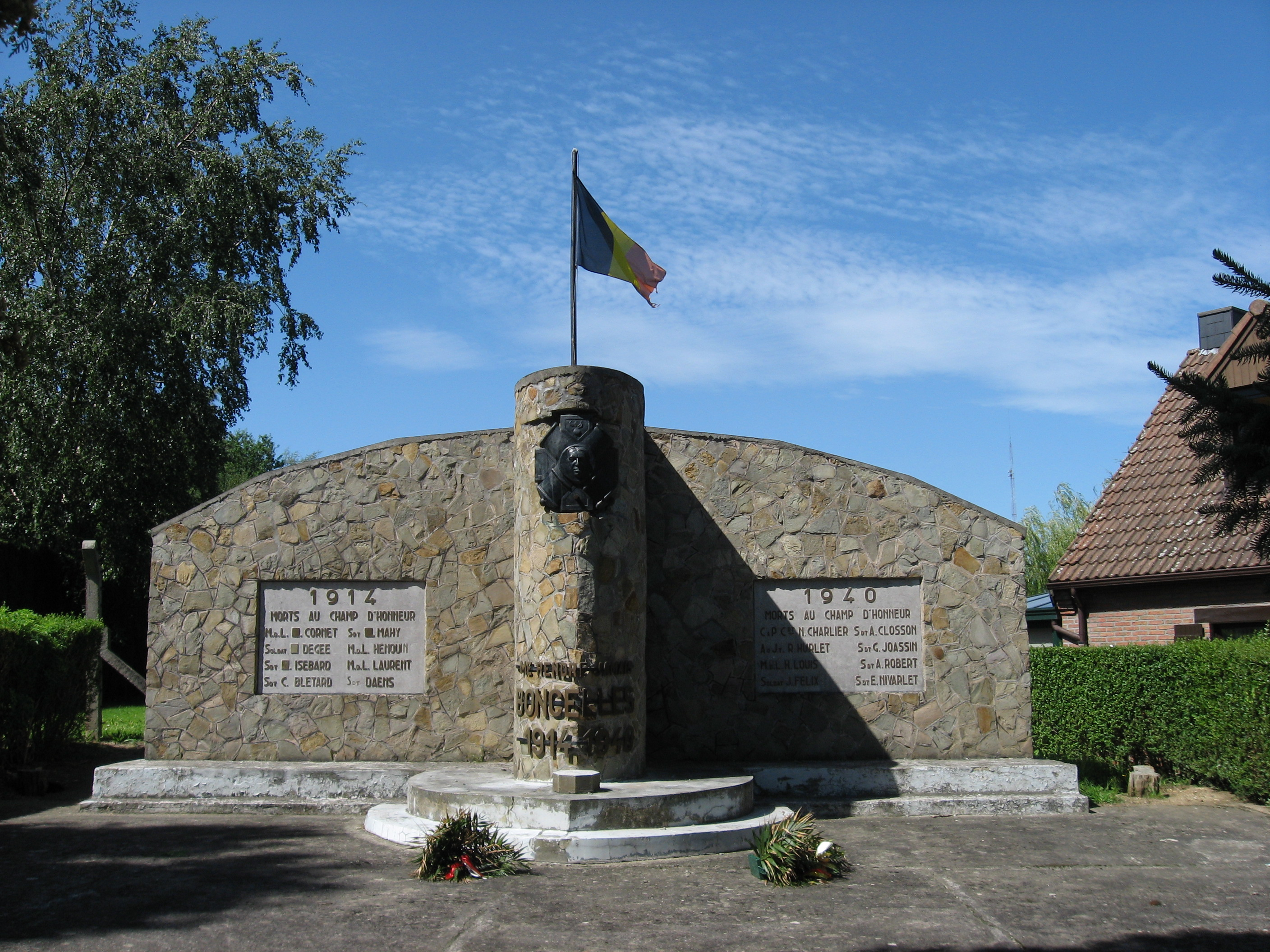
Le monument aux morts de Boncelles

Une forte explosion détruit l'entrée du fort. Cette explosion se produit au-dessus d'un caniveau d'aération et provoque une double onde de choc traversant le système d'aération du fort et la galerie centrale. Le commandant Numa Charlier, qui se trouve à ce moment dans le local du central téléphonique est touché par ces deux ondes de choc. Ces deux compressions suivies de brutales décompressions provoquent sa mort.
En mémoire du commandant Numa Charlier, la phrase Me rendre ? Jamais ! figure sur le fronton du monument aux morts à l'entrée du fort de Boncelles, seul fort des 12 fortifications de Liège à ne pas s'être rendu.
En souvenir du commandant Charlier, la commune de Boncelles appelle une de ses voiries, la rue du Commandant Charlier.